# Tonino Conte
Tonino Conte (Napoli, 13 giugno 1935 – Genova, 21 marzo 2020) è stato un regista italiano.
È stato inoltre drammaturgo, scrittore, poeta oltre che animatore di iniziative culturali. Fondatore della compagnia Teatro della Tosse.

## Biografia
Nel 1938 la sua famiglia si è trasferita a Genova. Dopo le elementari, ha frequentato quello che allora si chiamava 'avviamento', un ciclo destinato a formare gli operai specializzati che avrebbero ricostruito l’Italia. Ma, nelle sue parole, erano scuole orribili, con classi di quaranta maschi, e ha smesso di studiare senza ottenere alcun diploma. Per anni si è adattato ai più svariati mestieri.
Nel 1959 è entrato come direttore di scena nella compagnia teatrale La Borsa di Arlecchino, diretta da Aldo Trionfo, diventando amico di Emanuele Luzzati e Giannino Galloni. Chiusa l'anno seguente l'avventura della Borsa, ha continuato a occuparsi di teatro organizzando spettacoli di Carmelo Bene, Carlo Quartucci e altri, spesso in collaborazione con lo scenografo Giancarlo Bignardi.
Nel 1966 un'altra esperienza con Trionfo a Roma, nella taverna di via Margutta, con due spettacoli: il Synket, numero 1 e 2, ispirati a un antenato dei sintonizzatori, il Sinket, appunto, inventato dall'ingegnere di origine russa Paolo Ketoff. Nello stesso anno scrive il suo primo testo teatrale, Gargantua Opera, messo in scena dal Teatro Universitario di Parma. Con Aldo Trionfo, tra il 1970 e il 1973, scrive tre testi: Sandokan, Margherita Gautier, Ettore Fieramosca. Nel 1968, cura per il Teatro Universitario di Genova la sua prima regia: Ubu Re di Alfred Jarry, spettacolo che segna anche l'inizio della collaborazione con Emanuele Luzzati, che firma le scene e i costumi. Lo spettacolo otterrà riconoscimenti in vari festival internazionali. Nello stesso anno, per il Piccolo Teatro di Milano, su invito di Paolo Grassi, dirige C’era una volta e adesso c’è ancora, uno dei primi spettacoli per le scuole in un'epoca in cui imperversavano solo “animazioni” con i ragazzi. Da quell'anno, ha cominciato a scrivere e dirigere, senza sosta, spettacoli per ragazzi e per adulti, alcuni ripresi dalla RAI.
Nel 1975 fonda con Emanuele Luzzati, Aldo Trionfo, Giannino Galloni, Rita Cirio, Eugenio Buonaccorsi, Mario Bagnara, Maria De Barbieri e un gruppo di attori, tra cui Myria Selva, Mario Marchi e Piero Boragina, il Teatro della Tosse, così chiamato, su suggerimento di Luzzati, dal nome della salita dove si trovava la prima sede del teatro. Un evento “rivoluzionario” per la città di Genova, dove per tutto il dopoguerra (tranne la brevissima parentesi della Borsa di Arlecchino) non era esistito altro teatro, oltre allo Stabile, e innovativo a livello nazionale. La “Tosse” mescola da subito nella sua programmazione teatrale eventi d’arte, di musica, di cinema ed eventi culturali internazionali. In seguito, al Teatro Alcione, intraprende una coraggiosa programmazione di artisti internazionali, da Victoria Chaplin e Jean-Baptiste Thiérrée a Lindsay Kemp, da Jérôme Savary a Carolyn Carlson, da Maguy Marin a Moses Pendleton, spesso in prima nazionale.
Del Teatro della Tosse è stato Presidente e direttore artistico fino al 2007, promuovendone la trasformazione in Fondazione Luzzati-Teatro della Tosse. Da allora, fino alla fine della sua vita, ne è stato Presidente Onorario. Alla presidenza della Fondazione Luzzati - Teatro della Tosse, sempre dal 2007, è stato eletto Emanuele Conte. 
Ha firmato regie per il Teatro Stabile di Genova, il Teatro Antico di Siracusa, il Teatro Gioco Vita, l’Arena di Verona, il Teatro Carlo Felice, il Teatro Regio di Torino, il Maggio Musicale Fiorentino e - con il Teatro della Tosse – ha allestito singolari spettacoli dentro e fuori dal teatro: nei capannoni ex nucleare dell’Ansaldo, nella Diga Foranea di Genova dove il pubblico poteva arrivare soltanto via mare, in fortezze e borghi come quello di Apricale.
Ha pubblicato racconti, poesie e saggi, tra cui: Sganarello Medico per forza e Il Drago Gradasso, Emme Edizioni, 1974, Facciamo insieme teatro, Einaudi, 1977 scritto a quattro mani con Emanuele Luzzati e ripubblicato da Laterza, alla sua quarta edizione nel 2008, Genova, una città in 20 storie, Laterza, 1996, ...e san Francesco inventò il presepio, Il Melangolo, 2002, L’amato bene, romanzo, Einaudi, 2002, (Premio Mondello), Le parole del teatro, Einaudi, 2006, Non il fiore, ma la cipolla sulfurea, con scritti di Gino Paoli e Nico Orengo, Il Melangolo, 2006. Nel 2015 Pornograffiti 2 per La Grande Illusion e Qui ci vorrebbe un regista, raccolta di racconti per l’editore Il Canneto.
Tra gli spettacoli realizzati per il Teatro della Tosse, oltre all’inaugurale Ubu Re, le molte declinazioni del personaggio di Alfred Jarry: Uburlesque, Ubu Incatenato, e infine Ubu sulla cacca per burattini. Molte le interpretazioni del Pinocchio di Collodi: Per il palcoscenico o fuori dal teatro ha firmato le regie di Recitarcantando (1978) Storia vera di Piero d’Angera di Dario Fo (1985), Nove volte Amleto (1987), Eva Peron (1988) e L’Omosessuale o la difficoltà di esprimersi (1999) di Copi, Dialoghi delle Puttane, degli Dei Marini e dei Morti da Luciano di Samosata (1991), La Classe III B (1993), La Notte delle Favole (1994), I Persiani alla Fiumara (1998) La Leggenda Aurea di Jacopo da Varazze (2000) Gli Uccelli di Aristofane e altre Utopie (2000), Inferno (2002), Il Libro Cuore (2004) e La mia Scena è un Bosco (2007) da testi di Emanuele Luzzati.
Oltre a Emanuele Luzzati, ha collaborato con gli scenografi e costumisti Santuzza Calì, Bruno Cereseto, Emanuele Conte, Andrea Corbetta, Guido Fiorato, Giovanni Licheri e Alida Cappellini, Danièle Sulewic, e con i musicisti Gian Piero Alloisio, Bruno Coli, Ivano Fossati, Nicola Piovani, Oscar Prudente.
Nel luglio del 1990 con la compagnia del Teatro della Tosse di Genova ha portato in scena negli spazi di Forte Sperone lo spettacolo Il castello di carte – Il mistero dei tarocchi scritto da Gian Piero Alloisio e Tonino Conte, che ne cura la regia, con le scenografie di Emanuele Luzzati e i costumi di Bruno Cereseto. A iniziare lo spettacolo-gioco c'era il Bagatto, l’attore Enrico Campanati. Ogni attore accoglieva il pubblico a piccoli gruppi, ripetendo il proprio pezzo anche 20 volte in una sera, e consegnando alla fine la propria carta agli spettatori. Un espediente “magico” che fu tra gli elementi di attrattiva dello spettacolo. Il testo de Il mistero dei tarocchi è stato pubblicato nel 2017 da La Grande Illusion, in un'edizione speciale accompagnata da un mazzo di Arcani disegnati da Beppe Giacobbe.
Per i numerosi spettacoli in grandi e inconsueti spazi all'aperto (Forte Sperone, Diga Foranea, l'ex capannone industriale della Fiumara, per citare quelli genovesi), che sono diventati uno dei tratti distintivi e punti di forza del Teatro della Tosse, il 3 ottobre 2003 ha ricevuto la laurea honoris causa in Architettura dalla Facoltà di Camerino. Con la stessa motivazione, Renzo Piano gli conferisce una “sua” laurea “honoris causa”, scritta di suo pugno, in occasione dell’ottantesimo compleanno (2015). 
Nel settembre 2005 gli viene conferito il Grifo d'Oro dal Sindaco di Genova Giuseppe Pericu e nel 2007 il Premio Vallecorsi per il Teatro. Riceve l'onorificenza di Commendatore della Repubblica il 2 giugno 2008.
Nel verde della cascina San Biagio – nell'Alto Monferrato – ha avviato un cantiere d’arte e di teatro da lui ribattezzato Agriteatro.
Dal 2008 si è dedicato alla creazione di collage – i Falsi d’Autore – a cui sono state dedicate diverse mostre, tra cui: nel settembre 2009 all’Oratorio dei Disciplinanti a Finale Ligure – La Camera Azzurra - e a Palazzo Ducale in occasione del Festival Forme del Pensiero che Ride nel 2010, ad Albissola Marina alla Galleria “Il Bostrico”, con il titolo La sostanza dei Sogni. Nel 2015, alla Galleria Il Vicolo di Genova è stata allestita La Giostra del Teatro, con le sue opere insieme a quelle di Emanuele Luzzati e Santuzza Calì.
Su invito del Comune di Roma alla Casa dei Teatri, nel 2013, è stata allestita un’esposizione-omaggio al suo lavoro con la compagnia Teatro della Tosse, Viaggio Teatrale tra Gioco e Ricordo in Compagnia di Ubu Re e Gargantua nelle opere di Tonino Conte e Danièle Sulewic.
Dal 29 maggio al 28 giugno 2015 gli viene dedicata una grande mostra a Palazzo Ducale a Genova nella Loggia degli Abati, per festeggiare i suoi 80 anni, dal titolo: Tonino Conte, un compleanno patafisico. La mostra – composta da filmati, foto, poesie e arricchita dai suoi collage, è ideata dalla Fondazione Luzzati - Teatro della Tosse e curata da Danièle Sulewic.
Nello stesso anno esce, per i tipi dell’editore Il Canneto, una raccolta di suoi racconti dal titolo Qui ci vorrebbe un regista.
È morto a Genova il 21 marzo 2020, all'età di 84 anni.

## Teatro
- Ubu Re, 1968, testo e regia di Tonino Conte da Alfred Jarry, scenografie di Emanuele Luzzati, spettacolo del C.U.T. Genova.
- La guerra di Picrocole e Gaster, 1969, testo e regia di Tonino Conte da Rabelais, scenografie di Emanuele Luzzati, spettacolo del C.U.T. Genova
- Il re nudo, 1969, regia di Tonino Conte da Evgenij L'vovič Švarc, traduzione di Milly Martinelli, Teatro Stabile di Genova
- C'era una volta e adesso c'è ancora, 1969/70 testo e regia di Tonino Conte, Piccolo Teatro di Milano - Il Piccolo per i più giovani
- Due clowns a teatro, 1971, testo e regia di Tonino Conte, Teatro Stabile di Genova
- Un teatrino, due carabinieri, tre pulcinella e uno spazzino, 1971/72, testo e regia di Tonino Conte, scenografie di Emanuele Luzzati, Teatro Stabile di Torino
- Peppi sperso per il mondo, 1973, testo e regia di Tonino Conte da Giuseppe Pitrè, Teatro Stabile di Genova
- Le furberie di Scapino, 1974, traduzione, adattamento e regia di Tonino Conte da Molière, Teatro Stabile di Genova
- Chi ha rapito Biancaneve? 1975, testo e regia di Tonino Conte, spettacolo per ragazzi
- Ubu Re, testo e regia di Tonino Conte da Alfred Jarry, 1975/76, scene e costumi di Emanuele Luzzati, musiche di Oscar Prudente
- Serata Jarry. Lettura spettacolo, 1975/76, regia di Tonino Conte
- Le maschere,1975/76, spettacolo di maschere, regia di Tonino Conte
- La principessa cieca, 1975/76, testo di Tonino Conte, interpretazione e regia di Mario Magonio, spettacolo di burattini
- Re Lear della Guerra, 1975/76, testo e regia di Tonino Conte da William Shakespeare, scene di Ninni Miglietta, costumi di Danièle Sulewic
- Sganarello medico per forza, 1975/76, testo e regia di Tonino Conte da Molière, scene di Emanuele Luzzati, costumi di Ninni Miglietta
- Il ciclope, 1975/76, testo di Euripide, regia di Tonino Conte, scene e costumi di Emanuele Luzzati, musiche di Ivano Fossati
- La storia del principe Amleto, 1975/76, testo e regia di Tonino Conte da William Shakespeare, scene e costumi di Emanuele Luzzati con la collaborazione di Giovanni Licheri, musiche di Oscar Prudente, spettacolo per ragazzi
- Arlecchino va alla guerra, 1976/77, testo e regia di Tonino Conte da Carlo Goldoni, scene e costumi di Ninni Miglietta, musiche di Oscar Prudente e Ivano Fossati, spettacolo per ragazzi
- Baciccia nel paese dei pipistrelli, 1976/77, testo di Tonino Conte, interpretazione e regia di Mario Magonio, scene di Danièle Sulewic, musiche di Ivano Fossati, spettacolo di burattini per ragazzi
- Il teatrino dei tre Pulcinella, 1976/77, testo e regia di Tonino Conte, animazione con attori e degenti dell'ospedale psichiatrico, spettacolo di burattini per ragazzi
- Simplicissimus, 1976/77, testo di Aldo Trionfo e Lorenzo Salveti da Hans Jakob Christoffel von Grimmelshausen, regia di Aldo Trionfo, scene e costumi di Emanuele Luzzati con la collaborazione di Giorgio Panni, musiche a cura di Aldo Trionfo
- Gargantua Opera, 1976/77, testo e regia di Tonino Conte da François Rabelais, scene di Emanuele Luzzati, costumi di Danièle Sulewic, musiche di Oscar Prudente
- Ubu incatenato, 1977/78, testo e regia di Tonino Conte da Alfred Jarry, scene e costumi di Emanuele Luzzati, musiche di Oscar Prudente
- I tre nasoni. Favola teatrale con musiche, trucchi e magie, 1977/78, testo di Emanuele Luzzati e Tonino Conte, regia di Tonino Conte, scene e costumi di Emanuele Luzzati, musiche di Oscar Prudente, spettacolo per ragazzi
- Recitarcantando, 1977/78, testo e regia di Tonino Conte, scene e costumi di Danièle Sulewic, spettacolo per ragazzi
- I sette sogni di Pulcinella, 1977/78, testo di Tonino Conte e degli attori della Compagnia, regia di Tonino Conte, scene e costumi di Danièle Sulewic, spettacolo per ragazzi
- Il giardino delle storie incrociate, 1977/78, testo di Mario Bagnara, Aldo Trionfo e Tonino Conte, regia di Aldo Trionfo e Tonino Conte, scene e costumi di Emanuele Luzzati, Luca Martini, Giorgio Panni e Daniele Sulewic
- La casa sulle zampe di gallina. Racconto teatrale sulle origini della fiaba, 1978/79, testo di Edoardo Sanguineti e Tonino Conte, regia di Tonino Conte, impianto scenico di Luca Martini, spettacolo per ragazzi
- I grassoni di Oleša, 1978/79, dal romanzo "I tre grassoni" di Jurij Karlovič Oleša, testo e regia di Tonino Conte, scene di Emanuele Luzzati, costumi di Santuzza Calì, musiche di Ivano Fossati
- Non ti piace? Non ascoltare, 1978/79, testo e regia di Tonino Conte, scene di Luca Martini e Gianna Semprini, spettacolo di burattini per ragazzi
- Svanevit, 1978/79, testo e regia di Tonino Conte da August Strindberg, scene di Emanuele Luzzati e Luca Martini, costumi di Santuzza Calì
- La regina in berlina, 1979/80, testo e regia di Tonino Conte da Sergio Tofano, scene di Emanuele Luzzati e Danièle Sulewic, costumi di Santuzza Calì, musiche di Oscar Prudente
- Il re in bicicletta, 1979/80, testo di Mario Bagnara, regia di Tonino Conte, scene di Emanuele Luzzati con la collaborazione di Giorgio Panni, costumi di Danièle Sulewic, musiche a cura di Tonino Conte da Nino Rota
- La festa delle donne, 1979/80, testo e regia di Tonino Conte da Aristofane nella traduzione di Edoardo Sanguineti, scene di Emanuele Luzzati, costumi di Santuzza Calì, musiche di Oscar Prudente
- La festa del teatro 1980, 1979/80, testo e regia di Tonino Conte
- Il mostro turchino, 1980, dalla favola tragicomica di Carlo Gozzi, regia di Tonino Conte, scene e sagome di Emanuele Luzzati, Teatro Gioco Vita
- Il magico flauto magico.Teatro cinema musica, 1980/81, testo di Giulio Gianini, Emanuele Luzzati e Tonino Conte, regia di Tonino Conte, scene di Emanuele Luzzati, musiche di Wolfgang Amadeus Mozart e Gioachino Rossini, spettacolo per ragazzi
- Il Trovatore di Verdi & C., 1980/81, testo e regia di Tonino Conte, tratto dal libretto di Salvadore Cammarano, scene di Emanuele Luzzati, costumi di Santuzza Calì, musiche di Giuseppe Verdi, spettacolo per ragazzi
- L'amore delle tre melarance, 1980/81, liberamente tratto da Carlo Gozzi, testo e regia di Tonino Conte, scene di Santuzza Calì, musiche a cura di Bruno Coli da Sergej Prokof'ev e altri, spettacolo di burattini per ragazzi
- Il Trovator… io fremo. Variazioni sull'opera di Giuseppe Verdi, 1980/81, testo e regia di Tonino Conte, tratto dal libretto di Salvadore Cammarano, scene di Emanuele Luzzati, costumi di Santuzza Calì, musiche di Giuseppe Verdi, spettacolo per ragazzi
- I tre grassoni, 1981, da Jurij Oleša, regia di Tonino Conte, scene e sagome di Emanuele Luzzati, musiche di Ivano Fossati, Nino Rota, Sergeij Prokof'ev e Oscar Prudente, Teatro Gioco Vita
- Il magico flauto magico, 1981/82, testo di Giulio Gianini, Emanuele Luzzati e Tonino Conte, regia di Tonino Conte, scene di Valeria Manari, musiche di Wolfgang A. Mozart e Gioachino Rossini, spettacolo per ragazzi
- Pinocchio bazar in cielo e in terra, 1981/82, testo e regia di Tonino Conte, scene di Emanuele Luzzati, spettacolo per ragazzi
- Marco Polo. Un milione di scatole cinesi, 1981/82, testo e regia di Tonino Conte, scene e costumi di Emanuele Luzzati con Frieda Klapholz, Valeria Manari, Ninni Miglietta e Daniele Sulewic, musiche di Don Backy
- È arrivato un bastimento… Tenzone teatrale tra Cristiani e Saraceni, 1981/82, testi di AA.VV, regia di Tonino Conte (Saraceni) e Giorgio Gallione (Cristiani), scene di Emanuele Luzzati, costumi di Santuzza Calì, musiche di Bruno Coli, spettacolo estivo a stazioni
- Gilgamesh, 1982, dall'epopea di Gilgamesh, regia di Tonino Conte, scene e sagome di Emanuele Luzzati, musiche di Area, Brian Eno, Jon Hassel, Jaco Pastorius, Dimitrij Šostakovič e Demetrio Stratos, Teatro Gioco Vita
- Pinocchio al teatrino di Mangiafoco, 1982/83, liberamente tratto da Carlo Collodi, testo e regia di Tonino Conte, scene e costumi di Emanuele Luzzati, musiche di Bruno Coli, spettacolo per ragazzi
- Il testamento dell'orso schermidore, 1982/83, testo di Ugo Leonzio, regia di Tonino Conte, scene e costumi di Elio Sanzogni
- I Satiri. Viaggio meraviglioso nel giardino del mito, 1982/83, testi di Umberto Albini e Mario Bagnara da diversi autori greci nella traduzione di Umberto Albini, regia di Tonino Conte, scene di Emanuele Luzzati, costumi di Bruno Cereseto
- L'Odissea, 1983, testo e regia di Tonino Conte da Omero, scene e sagome di Emanuele Luzzati, musiche di Franco Piersanti, Teatro Gioco Vita
- Za - bum 84. Che notte, che sogno... che tosse! Varietà del Teatro della Tosse, 1983/84, testo e regia di Tonino Conte, scene di Emanuele Luzzati ed Elio Sanzogni, costumi di Bruno Cereseto
- La cantata dei pastori, 1983/84, testo di Andrea Perrucci, regia di Tonino Conte, scene e costumi di Umberto Piombino, musiche di Cesare Poleggi
- Opera buffa. Baruffe e contrasti per la "Cenerentola" di Gioacchino Rossini, 1983/84, tratto dalla "Cenerentola" di Gioacchino Rossini, regia di Tonino Conte, scene e costumi di Emanuele Luzzati, spettacolo per ragazzi
- Simorg o l'assemblea degli uccelli, 1984/85, da "La conférence des oiseaux" di Peter Brook e Jean-Claude Carrière, regia di Tonino Conte, scene di Elio Sanzogni, costumi di Bruno Cereseto
- Storia vera di Piero D'Angera che alla crociata non c'era, 1984/85, di Dario Fo, regia di Tonino Conte, scene e costumi di Emanuele Luzzati, musiche di Bruno Coli
- Uburlesque. Variazioni sull'Ubu Re di Alfred Jarry, 1985/86, testi e regia di Tonino Conte da Alfred Jarry
- I Paladini di Francia, 1985/86, testo di Emanuele Luzzati e Tonino Conte, regia di Enrico Campanati, scene di Elio Sanzogni, costumi di Bruno Cereseto, musiche di Bruno Coli, spettacolo per ragazzi
- Il divano delle delizie. Racconti erotici d'oriente, 1985/86, testo di Franco Carli e Tonino Conte, regia di Tonino Conte, scene di Danièle Sulewic, costumi di Santuzza Calì
- Eva Peron, 1985/86, testo di Copi nella traduzione di Oreste Del Buono, regia di Tonino Conte, scene di Bruno Cereseto, costumi di Bruno Cereseto e Nadia Dapino
- Bestiario musicale, 1986/87, racconto teatrale di Tonino Conte, regia di Enrico Campanati, scene di Emanuele Luzzati e Bruno Cereseto, costumi di Bruno Cereseto, musiche a cura di Tonino Conte e Bruno Coli, spettacolo per ragazzi
- Profondo inchino in tre atti. I atto: Max und Lydia, 1986/87, da Alfred Döblin, regia di Tonino Conte, scene di Emanuele Luzzati, costumi di Bruno Cereseto, musiche di Bruno Coli
- Profondo inchino in tre atti. III atto: Il suono giallo, 1986/87, da Vasilij Kandinskij, regia di Tonino Conte, scene di Renata Boero, costumi di Bruno Cereseto, musiche di Paolo Silvestri
- Il silenzio di Genova… e gli altri parlano di noi, 1986/87, testi di Nicholas Brandon e Tonino Conte liberamente tratti da AA.VV, regia di Tonino Conte e Nicholas Brandon, musiche di Bruno Coli
- Tristan. Viaggio in trenta giornate nella terra avventurosa, 1986/87, di Alessandro Fo, regia di Tonino Conte, arredo scenico Danièle Sulewic, costumi di Bruno Cereseto, musiche di Bruno Coli
- Lo specchio di Nausicaa, 1986/87, testo e regia di Tonino Conte, scene di Emanuele Luzzati, Teatro Prova di Bergamo
- Nove volte Amleto, 1987/88, testo e regia di Tonino Conte da William Shakespeare, scene e costumi di Emanuele Luzzati, musiche di Bruno Coli
- Ghilgamesh. La più antica storia del mondo, 1987/88, testo e regia di Tonino Conte, liberamente tratto dall'Epopea di Gilgameš, scene di Emanuele Luzzati, costumi di Bruno Cereseto, musiche di Bruno Coli
- I sentieri della notte, 1987/88, con la consulenza di Umberto Albini, testo e regia di Tonino Conte, scene di Emanuele Luzzati, costumi di Bruno Cereseto, spettacolo estivo a stazioni
- Molo magico, 1987/88, testo e regia di Tonino Conte, scene di Emanuele Luzzati, con Paolo Villaggio e Gerry Scotti
- La tredicesima fatica di Ercole, 1987/88, testo e regia di Tonino Conte, Teatro Prova di Bergamo
- I castelli di Barbablù. I episodio: Sentieri sotterranei, 1988/89, testo e regia di Tonino Conte, scene di Emanuele Luzzati, costumi di Bruno Cereseto, musiche di Bruno Coli
- I castelli di Barbablù. II episodio: Sette stanze gotiche, 1988/89, testo e regia di Tonino Conte, scene di Emanuele Luzzati, costumi di Bruno Cereseto, musiche di Bruno Coli
- Il soldato di sventura, 1988/89, testo di Tonino Conte da Plauto, Ruzante, Carlo Goldoni e Bertolt Brecht, regia di Enrico Campanati, scene di Emanuele Luzzati, costumi di Bruno Cereseto, musiche di Bruno Coli, canzoni di Ivano Fossati e Oscar Prudente, spettacolo per ragazzi
- Nel ventre della Bastiglia, 1988/89, testo e regia di Tonino Conte, elementi scenici di Emanuele Luzzati, costumi di Bruno Cereseto, spettacolo estivo a stazioni
- Il Castello di Carte ovvero il Mistero dei Tarocchi, 1989/90, testi di Gian Piero Alloisio e Tonino Conte, regia di Tonino Conte, Tarocchi di Emanuele Luzzati, costumi di Emanuele Luzzati e Bruno Cereseto, musiche di Gian Piero Alloisio, spettacolo estivo a stazioni
- E le stelle stanno a guardare: La notte delle favole, 1989/90, testo e regia di Tonino Conte, costumi di Emanuele Luzzati e Bruno Cereseto, musiche di Gian Piero Alloisio, spettacolo estivo a stazioni
- E le stelle stanno a guardare: La notte dei poeti, 1989/90, testo e regia di Tonino Conte, costumi di Emanuele Luzzati e Bruno Cereseto, musiche di Gian Piero Alloisio, spettacolo estivo a stazioni
- E le stelle stanno a guardare: La notte dei buffoni, 1989/90, testo e regia di Tonino Conte, costumi di Emanuele Luzzati e Bruno Cereseto, musiche di Gian Piero Alloisio, spettacolo estivo a stazioni
- E le stelle stanno a guardare: La notte dei menestrelli, 1989/90, testo e regia di Tonino Conte, costumi di Emanuele Luzzati e Bruno Cereseto, musiche di Gian Piero Alloisio, spettacolo estivo a stazioni
- Historie bizantine. I episodio: Il tredicesimo apostolo, 1989/90, testo di Umberto Albini e Tonino Conte, regia di Tonino Conte, traduzione di Umberto Albini, scene di Emanuele Luzzati, costumi di Bruno Cereseto
- Historie bizantine. II episodio: L'oro di Bisanzio, 1989/90, testo di Umberto Albini e Tonino Conte, regia di Tonino Conte, traduzione di Umberto Albini, scene di Emanuele Luzzati, costumi di Bruno Cereseto
- Historie bizantine III episodio: La caduta di Costantinopoli, 1989/90, testo di Umberto Albini e Tonino Conte, regia di Tonino Conte, traduzione di Umberto Albini, scene di Emanuele Luzzati, costumi di Bruno Cereseto
- La mia scena è un bosco, 1989/90, testo di Emanuele Luzzati, regia di Tonino Conte, scene di Emanuele Luzzati, musiche a cura di Tonino Conte
- Poesie al vino bianco, 1989/90, poesie di AA.VV, regia di Tonino Conte, musiche e chitarra di Giangi Sainato
- Poesie erotiche, sensuali, maledette, 1989/90, poesie di AA.VV, regia di Tonino Conte, musiche e chitarra di Giangi Sainato
- Le rime che hanno fatto l'Italia, 1989/90, poesie di AA.VV, regia di Tonino Conte, musiche e chitarra di Giangi Sainato
- I versi degli animali, 1989/90, poesie di AA.VV, regia di Tonino Conte, musiche e chitarra di Giangi Sainato
- Le osterie di Caproni, 1989/90, poesie di AA.VV, regia di Tonino Conte
- Un popolo di eroi, di navigatori, di santi e di poeti / Poesie degli spettatori lette dagli spettatori, 1989/90, poesie di AA.VV, regia di Tonino Conte
- Serata metafisica «metà no», 1989/90, AA.VV, regia di Tonino Conte, musiche di Bruno Coli
- Iwona principessa di Borgogna, 1990/91, testo di Witold Gombrowicz nella traduzione di Vera Petrelli Verdiani, regia di Tonino Conte, scene di Emanuele Luzzati, costumi di Bruno Cereseto
- Se una notte d'estate un pellegrino…, 1990/91, testo di Gian Piero Alloisio e Tonino Conte, regia di Tonino Conte, scene di Emanuele Luzzati, costumi di Bruno Cereseto, canzoni di Gian Piero Alloisio, spettacolo estivo a stazioni
- Le notti degli arcani, 1990/91, testo di Gian Piero Alloisio e Tonino Conte, regia di Tonino Conte, Tarocchi di Emanuele Luzzati, costumi di Emanuele Luzzati e Bruno Cereseto, musiche di Gian Piero Alloisio, spettacolo estivo a stazioni
- L'anima della fortezza, 1990/91, testo di Gian Piero Alloisio e Tonino Conte, regia di Tonino Conte, spettacolo estivo a stazioni
- Don Cristoforo Colombo grande ammiraglio del mare oceano nella festosa traversata della dilettissima cittadina di Cogoleto, 1990/91, testo di Gian Piero Alloisio e Tonino Conte, regia di Tonino Conte, costumi di Bruno Cereseto, spettacolo estivo a stazioni
- L'albero del cacao ovvero Cristoforo Colombo dal seme al frutto, 1991/92, testo di Gian Piero Alloisio e Tonino Conte, regia di Tonino Conte, scene di Emanuele Luzzati, costumi di Bruno Cereseto e Danièle Sulewic, musiche di Gian Piero Alloisio, spettacolo estivo a stazioni
- La fortezza degli amanti ovvero se una notte d'estate un Trovatore…, 1991/92, testo di Gian Piero Alloisio e Tonino Conte, regia di Tonino Conte, scene di Emanuele Luzzati, costumi di Bruno Cereseto e Danièle Sulewic, musiche di Gian Piero Alloisio, spettacolo estivo a stazioni
- Cristobal Colon gran almirante del mar Oceano al destierro nell'antico borgo di Apricale, 1991/92, testo di Gian Piero Alloisio e Tonino Conte, regia di Tonino Conte, scene di Emanuele Luzzati, costumi di Bruno Cereseto e Danièle Sulewic, musiche di Gian Piero Alloisio, spettacolo estivo a stazioni
- Dialoghi delle puttane, degli dei marini e dei morti, 1991/92, testo di Umberto Albini e Tonino Conte dai Dialoghi di Luciano di Samosata, regia di Tonino Conte, traduzione di Umberto Albini, scene e costumi di Emanuele Luzzati, canzoni di Gian Piero Alloisio
- Sandokan, Yanez e i Tigrotti della Malesia alla conquista della Perla di Labuan, 1992/93, testo di Aldo Trionfo e Tonino Conte da Emilio Salgari, regia di Aldo Trionfo ripresa da Tonino Conte, scene di Giancarlo Bignardi da Giovan Battista Bignardi, costumi di Emanuele Luzzati
- Il castello degli amanti, 1992/93, testo di Gian Piero Alloisio e Tonino Conte, regia di Tonino Conte, scene di Emanuele Luzzati, costumi di Bruno Cereseto e Danièle Sulewic, musiche di Gian Piero Alloisio, spettacolo estivo a stazioni
- Rossella e Manolito, 1992/93, testi di Gian Piero Alloisio, Ombretta Colli e Giorgio Gaber, regia di Tonino Conte, scene e costumi di Bruno Cereseto
- La cuciniera genovese, 1992/93, dopoteatro, testo e regia di Tonino Conte, costumi di Bruno Cereseto
- Il castello dei sette peccati, 1992/93, testo e regia di Tonino Conte, scene di Emanuele Luzzati, costumi di Bruno Cereseto e Danièle Sulewic, musiche di Gian Piero Alloisio, spettacolo estivo a stazioni
- Il libro delle trasformazioni ovvero Asinus Aureus, 1992/93, testo di Umberto Albini e Tonino Conte da L'asino d'oro di Lucio Apuleio, regia di Tonino Conte, traduzione di Umberto Albini, scene di Emanuele Luzzati, costumi di Bruno Cereseto e Danièle Sulewic, musiche di Gian Piero Alloisio

- La classe III B, 1993/94, testo di Claudio 'Rufus' Nocera e Tonino Conte, regia di Tonino Conte, costumi di Bruno Cereseto
- Le botteghe dei sogni, 1993/94, testo di Gian Piero Alloisio e Tonino Conte, regia di Tonino Conte, ambientazione scenica di Emanuele Luzzati, costumi di Bruno Cereseto, musiche di Gian Piero Alloisio, spettacolo estivo a stazioni
- Il mio regno per un cavallo, 1993/94, testo e regia di Tonino Conte, scene di Emanuele Luzzati, costumi di Bruno Cereseto
- La notte delle favole, 1993/94, testo e regia di Tonino Conte, ambientazione scenica di Emanuele Luzzati, costumi di Bruno Cereseto, musiche di Gian Piero Alloisio, spettacolo estivo a stazioni
- Eros mistero, 1993/94, testo di Umberto Albini e Tonino Conte da «Etiopiche» di Eliodoro, «Cherea e Calliroe» di Caritone, «Leucippe e Clitofonte» di Achille Tazio, «Abrocome e Anzia» di Senofonte Efesio, «Gli amori pastorali di Dafni e Cloe» di Longo Sofista, regia di Tonino Conte
- La classe IV B, 1994/95, testo di Claudio 'Rufus' Nocera e Tonino Conte, regia di Tonino Conte
- Una notte all'opera, 1994/95, testo e regia di Tonino Conte, scene di Emanuele Luzzati, costumi di Santuzza Calì con la collaborazione di Danièle Sulewic
- Nel campo dei miracoli o il sogno di Pinocchio, 1994/95, testo e regia di Tonino Conte da Pinocchio di Carlo Collodi, scene e costumi di Emanuele Luzzati, musiche di Nicola Piovani
- Fedra, 1994/95, testo di Lucio Anneo Seneca nella traduzione di Edoardo Sanguineti, regia di Tonino Conte, costumi di Danièle Sulewic
- Storie di Santi, di diavoli, di vergini e di arcangeli, devotamente ispirate alla Legenda Aurea composta dal Beato Jacopo da Varagine nell'anno del Signore 1267, 1994/95, testo e regia di Tonino Conte
- Storia del cerchio di gesso cinese, 1995/96, di Mara Baronti e Tonino Conte da un'antica leggenda cinese, regia di Tonino Conte, spettacolo estivo a stazioni
- Ubu chantant, 1995/96, testo e regia di Tonino Conte, da testi vari di Alfred Jarry
- Inferno inferni, 1995/96, testo e regia di Tonino Conte, liberamente tratto dall'Inferno di Dante e altre fonti, spettacolo estivo a stazioni
- La Tosse all'humour blu, 1995/96, testo e regia di Tonino Conte, carrellata del 'meglio' del Teatro della Tosse, spettacolo estivo a stazioni
- I giardini del mito, 1995/96, testo di Vincenzo Cerami e Tonino Conte da miti e leggende ispirate ai boschi, alle acque e alle piante, tratti dalla tradizione mediterranea e nordica, regia di Tonino Conte
- Agoramania (La cena delle beffe; Siamo un popolo di poeti; Juke box; Il gioco dell'oca; La classe IIIB), 1995/96, varietà ideato da Gian Piero Alloisio, Tonino Conte, Sergio Maifredi e Claudio Rufus Nocera, dopoteatro
- L'opera completa di William Shakespeare. III parte: Le cerimonie della notte, 1996/97, testi di Franco Cardini, Maurizio Maggiani, Ettore Capriolo e Tonino Conte, regia di Tonino Conte
- I nomi di Genova, 1996/97, testo e regia di Tonino Conte, spettacolo a stazioni
- Faust Circus, 1996/97, testo e regia di Tonino Conte dal Faust e Urfaust di Goethe
- Sogni di una notte di mezza estate, 1996/97, testo e regia di Tonino Conte liberamente tratto da «Sogno di una notte di mezza estate» di W. Shakespeare, spettacolo estivo a stazioni
- Amor cortese, amor scortese, 1996/97, testi trobadorici raccolti da Nicolò Pasero e rielaborati da Tonino Conte, regia di Tonino Conte, spettacolo estivo a stazioni
- La tarantella di Pulcinella, 1996/97, testo di Emanuele Luzzati e Tonino Conte, regia di Bruno Cereseto, spettacolo di burattini per ragazzi
- Bambini cattivi, 1997/98, testo e regia di Tonino Conte, spettacolo invernale a stazioni
- Pelle d'asino alla corte del Re Sole, 1997/98, testo di Tonino Conte dalla fiaba omonima di C. Perrault, regia di Enrico Campanati, spettacolo per ragazzi
- I Persiani alla Fiumara, 1997/98, testo e regia di Tonino Conte da I Persiani di Eschilo, traduzione di Giorgio Ieranò, spettacolo a stazioni
- Le piacevoli notti di ser Giovanni Boccaccio sognando il Decameron, 1997/98, testo di Tonino Conte e variazioni sul Decameron di Boccaccio, regia di Tonino Conte e Sergio Maifredi, spettacolo estivo a stazioni
- Diario di Eva, 1998, regia di Tonino Conte da Mark Twain, scene di Emanuele Luzzati, costumi di Guido Fiorato, con Valeria Moriconi
- Ma che schifo quel bambino!, 1998/99, testo e regia di Tonino Conte
- Genova era davvero una grande città, 1998/99, regia di Tonino Conte, recital di poesie di autori diversi (Caproni, Campana, Sbarbaro, Montale, etc.)
- Pantagruele e Panurgo alla ricerca dell'oracolo della bottiglia, 1998/99, testo e regia di Tonino Conte da Pantagruel di François Rabelais
- Gran Ballo Excelsior. Un omaggio teatrale al "grande ballo all'italiana", 1998/99, testo e regia di Tonino Conte, ispirato al Ballo Excelsior di Luigi Manzotti e Romualdo Marenco
- Odisseo, Ulisse o Nessuno? 1998/99, testo e regia di Tonino Conte da Odissea di Omero e altre fonti, traduzione di Giorgio Ieranò, spettacolo estivo a stazioni
- Il ritorno di Ulisse in patria, 1998/99, testo e regia di Tonino Conte da Odissea di Omero e altre fonti, spettacolo estivo a stazioni
- Discorso ai Genovesi, alle pietre e agli angeli, 1999/00, testo e regia di Tonino Conte
- Il travestimento dell'anima, 1999/00, testi di Copi, Tonino Conte, Fausto Paravidino e Giampiero Rappa, regia di Tonino Conte, Amedeo Romeo, Nicholas Brandon, Fausto Paravidino
- Gli Uccelli di Aristofane e altre utopie, 1990/00, testo e regia di Tonino Conte dalle commedie di Aristofane, traduzione di Giorgio Ieranò, spettacolo estivo a stazioni
- Donne, Santi, checche, teatranti e coribanti. I parte: E Dio creò la donna. Un omaggio di Tonino Conte a Copi, 1990/00, testo e regia di Tonino Conte
- Excelsior varieté 2000. Un kabarett patafisico di fine millennio, 1999/00, testo e regia di Tonino Conte, ispirato al Ballo Excelsior di Luigi Manzotti e Romualdo Marenco
- La storia del principe Amleto, 1999/00, testo di Tonino Conte da William Shakespeare, regi di Nicholas Brandon, spettacolo per ragazzi
- Culo a terra, Pantagruele!, 1999/00, testo e regia di Tonino Conte da Gargantua e Pantagruel di François Rabelais, spettacolo a stazioni
- Parole per manichini di gesso. Omaggio a Kantor, 1999/00, testi di Roberta Alloisio, Paola Bigatto, Bruno Cereseto, Emanuele Conte, Tonino Conte, Giorgio Devoto, Pietro Fabbri, Matteo Galiazzo, Marco Giorcelli, Emilio Lanterna, Pseudo Leopardi, Francesca Mazzuccato, Claudio Rufus Nocera, Fausto Paravidino, Paolo Scheriani, Carmelo Vassallo, mostra a cura di Emanuele Conte
- Gerusalemme liberata, 2000/01, testo e regia di Tonino Conte dalla Gerusalemme liberata di Torquato Tasso, spettacolo a stazioni
- Il gran teatro del mondo come sacra rappresentazione, 2001/02, testo e regia di Tonino Conte da Il gran teatro del mondo di Pedro Calderón de la Barca e dalle Sacre Rappresentazioni italiane, spettacolo a stazioni
- Inferno - dalla Commedia di Dante, 2001/02, testo e regia di Tonino Conte dall'Inferno di Dante, edizione critica di Edoardo Sanguineti, spettacolo a stazioni
- Quartetto italiano, 2002/03, testi di Osvaldo Guerrieri, Alberto Savinio e Tonino Conte, regia di Tonino Conte
- Radio-Teatro, un assurdo!, 2002/03, testi di Samuel Beckett, Eugène Ionesco, Jean Tardieu e Tonino Conte, regia di Pietro Fabbri e Amedeo Romeo
- Le 110 donne di ser Giovanni Boccaccio, 2002/03, testo e regia di Tonino Conte da De mulieribus claris di Giovanni Boccaccio, spettacolo a stazioni
- Navigazioni, 2002/03, testo e regia di Tonino Conte da fonti varie come Gilgameš e Kafka, spettacolo a stazioni
- Sganarello medico per forza, 2002/03, adattamento e riduzione di Tonino Conte da Molière, regia di Bruno Cereseto, spettacolo di burattini per ragazzi
- Il libro Cuore, 2003/04, testo e regia di Tonino Conte dal libro di Edmondo De Amicis
- I tre nasoni. Favola teatrale con musiche, trucchi e magie, 2003/04, di Emanuele Luzzati e Tonino Conte, regia di Bruno Cereseto, spettacolo di burattini per ragazzi
- Il castello di carte ovvero il mistero dei Tarocchi, 2003/04, testo di Gian Piero Alloisio e Tonino Conte, regia di Tonino Conte, spettacolo estivo a stazioni
- Il silenzio di Genova… e gli altri parlano di noi, 2003/04, testi di Nicholas Brandon e Tonino Conte liberamente tratti da A. Adorno, Vittorio Alfieri, Anonimo Genovese, Balzac, Dino Campana, Giorgio Caproni, Vincenzo Cardarelli, Anton Čechov, Dante, Dumas, Dickens, Freud, Heine, Larbaud, Luxemburg, Machiavelli, Montale, Montesquieu, Petrarca, Piccolomini, Sbarbaro, Stendhal, Sklovskij, Tasso, Beniamino di Tudela, Farinata degli Uberti, Valery, Wagner, proverbi e canzoncine popolari, regia di Enrico Campanati
- Noi che sempre navighiamo. Dalle poesie dell'Anonimo Genovese, 2003/04, testo di Nicholas Brandon e Tonino Conte da poesie diverse dell'Anonimo Genovese, regia di Tonino Conte
- Le metamorfosi della natura. Un percorso tra Ovidio e Lucrezio, 2003/04, testo e regia di Tonino Conte da Le Metamorfosi di Publio Ovidio Nasone e De rerum natura di Tito Lucrezio Caro, spettacolo a stazioni
- La bella compagnia dei Trovatori, 2003/04, testo e regia di Tonino Conte dai poeti provenzali, spettacolo estivo a stazioni
- Le notti dei menestrelli con grande festa barocca, 2003/04, testo e regia di Tonino Conte da AA.VV, spettacolo estivo a stazioni
- Benedetto Zaccaria Ammiraglio e mercante. Storia e storie, 2004/05, testo di Tonino Conte, regia di Alberto Bergamini, spettacolo itinerante
- Il pentolino magico, 2004/05, testo di Tonino Conte da Il pentolino magico di Massimo Montanari, regia di Tonino Conte, Pietro Fabbri e Amedeo Romeo, spettacolo per ragazzi
- Il naso di Gogol', 2004/05, testo e regia di Tonino Conte dal racconto omonimo di Nikolaj Gogol' e dall'omonima opera di Šostakovič
- Tamerlano il Grande, 2004/05, testo e regia di Tonino Conte dalla tragedia omonima di Cristopher Marlowe nella traduzione di Juan Rodolfo Wilcock, lettura
- Tramelogedia o la tragedia del ridere in rima, 2005/06, testo e regia di Tonino Conte da Abele di Vittorio Alfieri
- Cammina, cammina Pinocchio, 2005/06, testo e regia di Tonino Conte da Le avventure di Pinocchio di Carlo Collodi, spettacolo itinerante
- Ubu sulla cacca, 2005/06, testo di Tonino Conte da Ubu re di Alfred Jarry, regia di Bruno Cereseto, spettacolo di burattini per adulti
- Ho la Tosse da trent'anni, 2005/06, testi di Tonino Conte e AA.VV, recital a cura di Pietro Fabbri
- Ritorno nella classe III B, 2006/07, testi di Emanuele Conte, Claudio Rufus Nocera e Tonino Conte, regia di Tonino Conte
- La mia scena è Genova. I parte: Genova è la mia scena, 2006/07, testo e regia di Tonino Conte, spettacolo a stazioni
- La mia scena è Genova. II parte: Poeti vs cantautori, 2006/07, testo e regia di Tonino Conte, poesie di Camillo Sbarbaro, Eugenio Montale, Nicola Ghiglione, Dino Campana, Giorgio Caproni; canzoni di Gino Paoli, Bruno Lauzi, Luigi Tenco, Fabrizio De André, Ivano Fossati, spettacolo a stazioni
- Ogni uomo è un marinaio, 2006/07, testo e regia di Tonino Conte, festa/spettacolo
- La mia scena è Genova. III parte: Nel mare dell'Odissea, 2006/07, testo e regia di Tonino Conte da Odissea di Omero, spettacolo a stazioni
- Simon Boccanegra, Genova e il mare. Navigando tra parole e musica, 2006/07, testo di Tonino Conte, regia di Nicholas Brandon, laboratorio / spettacolo con gli studenti diretti da Susanna Gozzetti, Nicholas Brandon, Mariella Speranza, Silvia Quarantini, Bruno Coli
- Note di notte, 2006/07, testo e regia di Tonino Conte, poesie di Camillo Sbarbaro, Eugenio Montale, Edoardo Firpo, Nicola Ghiglione, Dino Campana, Giorgio Caproni, Umberto Saba; canzoni di Gino Paoli, Bruno Lauzi, Luigi Tenco, Fabrizio De André, spettacolo estivo a stazioni
- Se una sera d'estate Mangiafoco incontra Re Lear… ovvero i cattivi a teatro, 2007/08, testi di Tonino Conte, Emanuele Conte, Alessandro Bergallo, Nicholas Brandon, Pietro Fabbri e Amedeo Romeo, regia di Tonino Conte, Emanuele Conte, Pietro Fabbri e Amedeo Romeo, spettacolo estivo a stazioni
- Il mistero dei Tarocchi, 2007/08, testo di Gian Piero Alloisio e Tonino Conte, regia di Tonino Conte, spettacolo estivo a stazioni
- Se una sera d'estate Mangiafoco incontra Re Lear… ovvero i cattivi a teatro, 2008/09, testi di Tonino Conte, Emanuele Conte, Alessandro Bergallo, Nicholas Brandon, Pietro Fabbri e Amedeo Romeo, regia di Tonino Conte, Emanuele Conte, Pietro Fabbri e Amedeo Romeo, spettacolo estivo a stazioni
- L'ultimo Ubu?, 2008/09, testo e regia di Tonino Conte da Ubu re di Alfred Jarry, spettacolo di burattini per adulti
- Volta la carta. Un omaggio a Fabrizio De André, 2008/09, testo di Tonino Conte da un'idea di Pepi Morgia ispirato alle canzoni di Fabrizio De André, regia di Tonino Conte e Gianni Masella
- Inferno - dalla Commedia di Dante, 2008/09, testo e regia di Tonino Conte dall'Inferno di Dante, spettacolo a stazioni
- Volta la carta 2. Un omaggio a Fabrizio De André, 2008/09, testo di Tonino Conte da un'idea di Pepi Morgia ispirato alle canzoni di Fabrizio De André, regia di Gianni Masella
- Candido. Viaggio tragicomico nel migliore dei mondi possibili, 2008/09, testo di Tonino Conte dal Candide di Voltaire, regia di Emanuele Conte

## Opera
- Lo zar si fa fotografare, 1976, opera buffa in un atto di Georg Kaiser, regia di Tonino Conte, Teatro dell'Opera di Genova
- Il re applaude, 1980, testo e regia di Tonino Conte, con Marcello Romolo e Patrizio Trampetti, Teatro di San Carlo a Napoli
- L'opera delle filastrocche, 1983, musiche di Virgilio Savona e Luciano Berio da Gianni Rodari, regia di Tonino Conte, scene di Emanuele Luzzati, Teatro della Pergola, Maggio Musicale Fiorentino
- Opera buffa, 1983, regia di Tonino Conte da opere di Gioachino Rossini, Maggio Musicale Fiorentino
- Hänsel e Gretel, 1991, versione italiana di Giovanni Morelli da Engelbert Hupperdink, regia di Tonino Conte, scene di Emanuele Luzzati, costumi di Santuzza Calì, Teatro Regio di Torino
- Trittico contemporaneo, 1995, (''Giudizio di Paride'' di Marcello Panni, ''Nessuna coincidenza'' di Mauro Cardi, ''Sabaoth e Sammael'' di Marco Betta), regia di Tonino Conte, scene e costumi di Emanuele Luzzati, Teatro Olimpico di Roma
- Il gioco delle quattro stagioni, 1998/99, regia di Tonino Conte da Le quattro stagioni di Antonio Vivaldi, Centro di Produzione Teatrale La Piccionaia di Vicenza
- La Cenerentola, 2000, opera di Gioachino Rossini, regia di Tonino Conte, scene di Emanuele Luzzati, costumi di Bruno Cereseto, Teatro Sociale di Trento, edizione critica a cura della Fondazione Rossini di Pesaro

## Pubblicazioni
- Sandokan, Yanez e i tigrotti della Malesia alla conquista della Perla di Labuan, Note di A. Giupponi, Aldo Trionfo e Tonino Conte, Del Bianco editore, 1970
- Ettore Fieramosca, Aldo Trionfo e Tonino Conte, Nuovedizioni - Enrico Vallecchi, 1973
- Sganarello Medico per forza, Il Drago Gradasso, come realizzare due spettacoli teatrali: idee e consigli di Tonino Conte ed Emanuele Luzzati, Emme Edizioni, Milano,1974
- Bimbo recita, con Emanuele Luzzati, Emme Edizioni, Milano, 1974
- Facciamo insieme teatro, Einaudi, 1977 (ripubblicato da Laterza, alla sua quarta edizione nel 2008)
- Brun l’ours et le bois, histoire de Tonino Conte illustrée par Alain Letort, Jean-Pierre Delarge éditeur, prima edizione 1978
- I Tre Grassoni, dal racconto di Oleša, illustrazioni di Emanuele Luzzati, prima edizione aprile 1981, Editori Riuniti
- L’amore delle tre melarance, musica di Sergej Prokof'ev, raccontato da Tonino Conte, illustrato da Santuzza Calì, Emme Edizioni, Milano, 1982
- Il teatro come decalcomania. Le immagini di Emanuele Luzzati per la Tosse, disegno di copertina e illustrazioni interne di Emanuele Luzzati, grafica dello studio Graphiti (Andrea Rauch, Stefano Rovai, Valter Sardonini), La casa Usher, 1984
- Pornograffiti, Pirella, 1988
- Dediche, Ecig,1988
- I sentieri della notte. Con sette tavole originali di Emanuele Luzzati, Ecig, 1988
- Ghilgamesh, la più antica storia del mondo, illustrazioni di Emanuele Luzzati, Edizioni del Teatro della Tosse, 1987/88
- L’orso del bosco, una storia scritta da Tonino Conte e illustrata da Sergio Trama, edizioni Vita e Pensiero, Milano, 1991
- I Tre Grassoni, dal racconto di Oleša, illustrazioni di Emanuele Luzzati, 1993, Editori Riuniti
- Dire, fare, parlare. Rime versi e canzonette, Genova, Edizioni del Plantìgrado, 1993
- Genova, una città in 20 storie, Laterza, 1996
- Lo Scenografo della porta accanto, ovvero 10 modi di dire Luzzati, edizioni San Marco dei Giustiniani, Genova, 2001
- Festa per la beatificazione di Margherita Gautier, la Signora delle Camelie, santa di seconda categoria, di Aldo Trionfo e Tonino Conte dal romanzo di Alexandre Dumas fils. Il testo, scritto nel 1970, è inserito in: Il teatro di Trionfo / a cura di Franco Quadri, Ubulibri, Milano 2002
- L'amato bene, Einaudi, Torino, 2002
- ...e san Francesco inventò il presepio, Il Melangolo, Genova, 2002
- Noi che sempre navighiamo, trenta poesie e un racconto dell’Anonimo Genovese riscritti da Tonino Conte, illustrazioni di Flavio Costantini e Emanuele Luzzati, Il Nuovo Melangolo, Genova, 2003, edizione riservata alla Banca Carige
- Benedetto Zaccaria ammiraglio e mercante, illustrazioni di Emanuele Luzzati, introduzione Paola Massa, Il Nuovo Melangolo, Genova, 2004
- La Farfalla Mingolare, racconto per l’antologia Genova, città narrata, a cura di Silvio Riolfo Marengo e Beppe Manzitti, Viennepierre edizioni, Milano, 2004
- Prima della Rivoluzione, Poesie di Tonino Conte, fotografie di Giorgio Bergami, Tormena Editore, Genova, 2004, con prefazione di Massimo Bacigalupo e commento di Gianfranco Franchini
- Le parole del teatro. Una guida per lo spettatore, illustrazioni di Emanuele Luzzati, Einaudi, 2006
- Non il fiore, ma la cipolla sulfurea, Il Melangolo, 2006
- Lo Scenografo della porta accanto, ovvero 10 modi di dire Luzzati, Edizioni del Teatro della Tosse, 2007
- La Camera Azzurra, immagini di Tonino Conte, catalogo per esposizione all’Oratorio dei Disciplinanti, Erredi Grafiche Editoriali, 2009
- Pornograffiti 2, La Grande Illusion, Pavia 2014, ISBN 978-88-908522-9-9
- Qui ci vorrebbe un regista, Il Canneto, 2015, ISBN 8896430917
- Il mistero dei Tarocchi (con Gian Piero Alloisio, illustrazioni di Beppe Giacobbe) La Grande Illusion, Pavia 2017, ISBN 978-88-941348-4-1

## Mostre
- Falsi d'autore, Galleria Ghiron, Genova, 2008
- La Camera Azzurra, Oratorio dei Disciplinanti, a cura di Danièle Sulewic, Finale Ligure, 2009
- Che c’è da ridere, a cura di Danièle Sulewic, Palazzo Ducale di Genova, in occasione del Festival "Forme del Pensiero che ride", 2010
- Segni e Sogni al Castello, Castello della Lucertola, a cura di Danièle Sulewic, Apricale, 2010
- La sostanza dei Sogni, presso la Galleria “Il Bostrico” di Albissola Marina, 2010
- Piume pinne spine e corna - Eleganza al naturale, mostra dei collage di Tonino Conte dedicati al mondo animale, cantine del Castello di Rocca Grimalda, a cura di Gianni Masella, 2010
- Sogni di una notte d’estate, mostra di collage di Tonino Conte e teatrini, bozzetti e ceramiche di Guido Fiorato, a cura di Gianni Masella, locali della Società di Mutuo Soccorso di Borgio Verezzi, 2012
- Sogni da Guardare. Emanuele Luzzati e Tonino Conte, Galleria Davico, Galleria Subalpina, Torino, 2011
- Sans Queue ni Tête, zoologia senza capo né coda, Tonino Conte e Danièle Sulewic, Galleria Il Vicolo, Genova, 2012
- Giù il Cappello! Volti, copricapi, maschere e travestimenti nei collage di Tonino Conte, nei bozzetti e nei costumi di Santuzza Calì, a cura di Gianni Masella, Museo del Cappello Borsalino, Alessandria, 2012/2013
- Viaggio Teatrale tra Gioco e Ricordo in Compagnia di Ubu Re e Gargantua nelle opere di Tonino Conte e Danièle Sulewic, Casa dei Teatri, Roma, 2013
- Il Gioco del Teatro nei collage di Tonino Conte, nei bozzetti e nei personaggi di Santuzza Calì, presso la Galleria Nuages, a cura di Gianni Masella, Milano,2014
- La Giostra del Teatro, Galleria Il Vicolo, Genova, 2015 (insieme alle opere di Emanuele Luzzati e Santuzza Calì)
- Tonino Conte, un compleanno patafisico, Palazzo Ducale di Genova, Loggia degli Abati, 2015, mostra ideata dalla Fondazione Luzzati - Teatro della Tosse e curata da Danièle Sulewic

## Riconoscimenti
- Secondo premio per la miglior regia / miglior spettacolo a Ubu re, Festival Internazionale del Teatro Universitario (FITU), Wroclaw, 1968 (primo premio vinto da Bread & Puppet Theatre)
- Fiesta della Merced, XII Ciclo de Teatro Latino, Premio de Direccion a Tonino Conte, Barcellona, 1969
- Premio Regionale Ligure XXII a Tonino Conte per lo spettacolo “Il futile e il dilettevole”, 1991
- Assegnazione dell' 'Anfora Olearia' – Premio Nazionale Boissano al Teatro Popolare, a Tonino Conte, 1991
- Premio Ubu: Premio speciale al Teatro della Tosse per la continuità e la coerenza di una ricerca, 1995/96
- Premio Mondello per il romanzo 'L'amato bene', 2002
- Grifo d'Oro, 2005
- Fondazione Premio Teatrale Nazionale Vallecorsi, Premio Vallecorsi 54ª edizione, Premio Speciale della Giuria a Tonino Conte, Pistoia, 2005